# Tord Hagen
Tord Bernhard Hagen, född 19 januari 1914 i Uppsala, död 13 mars 2008 i Djursholm, var en svensk diplomat.

## Biografi
Hagen avlade studentexamen i Djursholm 1931, filosofie kandidatexamen i Uppsala 1934 och juris kandidatexamen 1937. Han blev attaché vid Utrikesdepartementet (UD) 1938. Hagen tjänstgjorde i Dublin 1939, London 1939 och var extra ordinarie förste sekreterare vid UD 1946 (tillförordnad andre sekreterare 1943 och andre sekreterare 1944). Hagen var förste legationssekreterare i Ankara 1948 (tillförordnad 1946), förste beskickningssekreterare i Prag 1948, förste sekreterare vid UD 1951 och förste beskickningssekreterare i Bonn 1953. Han var ständigt ombud med beskickningsråds ställning vid delegationen vid Europeiska kol- och stålgemenskapen i Luxemburg 1956 och handelsråd i Bonn 1957 (tillförordnad 1956).
Hagen var därefter ambassadör i Bangkok och Rangoon 1959, även Saigon 1960 och Phnom Penh 1961. Han var utrikesråd och chef för internationella biståndsärenden vid UD 1964, ambassadör i Kairo 1966, även Khartoum och Mogadishu 1967, Haag 1972 och Köpenhamn 1977–1980. Från 1980 till 1994 var han konsult för Volvo International Development Corporation. Hagen var även sekreterare och ombud vid handelspolitiska förhandlingar sedan 1951 och biträdande ombud vid FN:s generalförsamling 1963 och 1980. Han var även ordförande i svenska GATT-delegationen 1957-1959.
Hagen var son till landshövdingen Robert Hagen och Ellen Wadström. Han var 1937–1964 gift med Lena Berg, dotter till förste arkivarie Tor Berg och till Greta Bonnier samt dotterdotter till Karl Otto Bonnier. Med henne fick han dottern Cecilia Hagen och sonen Robert Hagen (född 1944). Hagen var från 1966 gift med Inga Lyrholm, dotter till civilingenjören Torsten Lyrholm och Stina Klintberg. Hagen är begravd på Uppsala gamla kyrkogård i samma grav som sina föräldrar.

## Utmärkelser
Hagens utmärkelser:
- Kommendör av första klass av Nordstjärneorden, 6 juni 1972.[7]

- Riddare av Nordstjärneorden (RNO
- Officer av Brasilianska Södra korsets orden (OffBrasSKO)
- Riddare av 1. klass av Finlands Vita Ros’ orden (RFinlVRO1kl)
- Riddare av 1. klass av Norska Sankt Olavsorden (RNS:tOO1kl)
- Riddare av Japanska Uppgående solens förtjänstorden (RJUSO)
- Kommendör av Förbundsrepubliken Tysklands förtjänstorden (KTyskRFO)
- Storkorset av Siamesiska orden Vita Elefanten (StkSiamVEO)